# 46. Primetime Emmy-gála
A 9. Primetime Emmy-gála során az 1993 és 1994 között főműsoridőben bemutatott, amerikai televíziós programokat értékelték. A jelölteket az Academy of Television Arts & Sciences választotta ki. A Los Angeles-i Pasadena Civic Auditoriumban tartott ceremóniát az ABC közvetítette 1994. szeptember 11-én. A műsor házigazdái Patricia Richardson és Ellen DeGeneres voltak.

## Győztesek és jelöltek
A nyertesek félkövérrel jelölve.

### Műsorok
| Legjobb vígjátéksorozat | Legjobb drámasorozat |
| --- | --- |
| - Frasier – A dumagép (NBC) - Házi barkács (ABC) - The Larry Sanders Show (HBO) - Megőrülök érted (NBC) - Seinfeld (NBC)                                                              | - Kisvárosi rejtélyek (CBS) - Esküdt ellenségek (NBC) - Miért éppen Alaszka? (CBS) - New York rendőrei (ABC) - Star Trek: Az új nemzedék (szindikált sugárzás)                       |
| Legjobb varietésorozat | Legjobb varieté különkiadás |
| - Late Show with David Letterman (CBS) - Dennis Miller Live (HBO) - MTV Unplugged (MTV) (Epizód: "10,000 Maniacs") - Saturday Night Live (NBC) - The Tonight Show with Jay Leno (NBC) | - The Kennedy Center Honors: A Celebration of the Performing Arts (CBS) - 47. Tony-gála (CBS) - 66. Oscar-gála (ABC) - Comic Relief VI (HBO) - Tracey Ullman Takes on New York (HBO) |
| Legjobb tévéfilm | Legjobb minisorozat |
| - És a zenekar játszik tovább… (HBO) - Az idő múltával (CBS) - Gypsy (CBS) - Annie otthonra talál (ABC) - Tánc a fehér kutyával (CBS)                                                 | - Prime Suspect III (PBS) - A kortalan hős (CBS) - Végítélet (ABC) - San Francisco-i történetek (PBS) - World War II: When Lions Roared (NBC)                                        |

### Színészek

#### Főszereplők
| Legjobb férfi főszereplő (vígjátéksorozat) | Legjobb női főszereplő (vígjátéksorozat) |
| --- | --- |
| - Kelsey Grammer (Dr. Frasier Crane) - Frasier – A dumagép (NBC) (Epizód: "A jó fiú") - John Goodman (Dan Conner) - Roseanne (ABC) (Epizód: "Guilt By Imagination") - John Larroquette (John Hemingway) - The John Larroquette Show (NBC) (Epizód: "Pilot") - Paul Reiser (Paul Buchman) - Megőrülök érted (NBC) (Epizód: "Virtuális valóság") - Jerry Seinfeld (Jerry Seinfeld) - Seinfeld (NBC) (Epizód: "The Puffy Shirt") | - Candice Bergen (Murphy Brown) - Murphy Brown (CBS) (Epizód: "It's Just Like Riding a Bike") - Roseanne Barr (Roseanne Conner) - Roseanne (ABC) (Epizód: "The Driver's Seat") - Helen Hunt (Jamie Buchman) - Megőrülök érted (NBC) (Epizód: "Begyulladva") - Annie Potts (Dana Palladino) - Love & War (CBS) (Epizód: "I've Got a Crush on You") - Patricia Richardson (Jill Taylor) - Házi barkács (ABC) (Epizód: "The Colonel") |
| Legjobb férfi főszereplő (drámasorozat) | Legjobb női főszereplő (drámasorozat) |
| - Dennis Franz (Andy Sipowicz) - New York rendőrei (ABC) (Epizód: "Ragadozók") - David Caruso (John Kelly) - New York rendőrei (ABC) (Epizód: "Pilot") - Peter Falk (Columbo) - Columbo (ABC) (Epizód: "Nehéz ügy") - Michael Moriarty (Ben Stone) - Esküdt ellenségek (NBC) (Epizód: "Sanctuary") - Tom Skerritt (Jimmy Brock) - Kisvárosi rejtélyek (CBS) (Epizód: "Dairy Queen")                                           | - Sela Ward (Teddy Reed) - Sisters (NBC) (Epizód: "Land of the Lost Children") - Kathy Baker (Jill Brock) - Kisvárosi rejtélyek (CBS) (Epizód: "Guns 'R' Us") - Swoosie Kurtz (Alex Halsey) - Sisters (NBC) (Epizód: "Protective Measures") - Angela Lansbury (Jessica Fletcher) - Gyilkos sorok (CBS) (Epizód: "Gyilkosság Cork-ban") - Jane Seymour (Dr. Michaela Quinn) - Quinn doktornő (CBS) (Epizód: "Legjobb barátok")      |
| Legjobb férfi főszereplő (minisorozat vagy különkiadás) | Legjobb női főszereplő (minisorozat vagy különkiadás) |
| - Hume Cronyn (Robert Samuel Peek) - Tánc a fehér kutyával (CBS) - Michael Caine (Joszif Visszarionovics Sztálin) - World War II: When Lions Roared (NBC) - James Garner (Ira Moran) - Az idő múltával (CBS) - Matthew Modine (Dr. Don Francis) - És a zenekar játszik tovább… (HBO) - Sam Waterston (Forrest Bedford) - I'll Fly Away: Then and Now (PBS)                                                                    | - Kirstie Alley (Sally Goodson) - David anyja (CBS) - Bette Midler (Mama Rose) - Gypsy (CBS) - Helen Mirren (Jane Tennison) - Prime Suspect III (PBS) - Jessica Tandy (Cora Peek) - Tánc a fehér kutyával (CBS) - Joanne Woodward (Maggie Moran) - Az idő múltával (CBS) |

#### Mellékszereplők
| Legjobb férfi mellékszereplő (vígjátéksorozat) | Legjobb női mellékszereplő (vígjátéksorozat) |
| --- | --- |
| - Michael Richards (Cosmo Kramer) - Seinfeld (NBC) (Epizód: "The Sniffing Accountant", "The Opposite") - Jason Alexander (George Costanza) - Seinfeld (NBC) (Epizód: "The Hamptons", "The Opposite") - David Hyde Pierce (Dr. Niles Crane) - Frasier – A dumagép (NBC) (Epizód: "Téli napfordulói álom", "Szerző, szerző") - Rip Torn (Arthur) - The Larry Sanders Show (HBO) (Epizód: "The List", "Larry's Birthday") - Jerry Van Dyke (Luther Van Dam) - Coach (ABC) (Epizód: "Piece o' Cake", "Coach for a Day", Part 2)                                 | - Laurie Metcalf (Jackie Harris) - Roseanne (ABC) (Epizód: "Labor Day", "Past Imperfect") - Shelley Fabares (Christine Armstrong) - Coach (ABC) (Epizód: "Nice Job If You Can Get It", "The Stand-In") - Faith Ford (Corky Sherwood) - Murphy Brown (CBS) (Epizód: "The Young and the Rest of Us", "The More Things Stay The Same") - Sara Gilbert (Darlene Conner) - Roseanne (ABC) (Epizód: "Two Down, One to Go", "Everybody Comes to Jackie's") - Julia Louis-Dreyfus (Elaine Benes) - Seinfeld (NBC) (Epizód: "The Mango", "The Opposite") - Liz Torres (Mahalia Sanchez) - The John Larroquette Show (NBC) (Epizód: "Pilot", "God") |
| Legjobb férfi mellékszereplő (drámasorozat) | Legjobb női mellékszereplő (drámasorozat) |
| - Fyvush Finkel (Douglas Wambaugh) - Kisvárosi rejtélyek (CBS) (Epizód: "Turpitude", "Squatter's Rights") - Gordon Clapp (Greg Medavoy) - New York rendőrei (ABC) (Epizód: "A negyedik x", "Férjek és feleségek") - Barry Corbin (Maurice J. Minnifield) - Miért éppen Alaszka? (CBS) (Epizód: "Az antiküzlet rejtélye", "Maggie ajándéka") - Nicholas Turturro (James Martinez) - New York rendőrei (ABC)(Epizód: "Fenn a tetőn", "Pisztolyhősök") - Ray Walston (Henry Bone) - Kisvárosi rejtélyek (CBS) (Epizód: "Blue Christmas", "Abominable Snowman") | - Leigh Taylor-Young (Rachel Harris) - Kisvárosi rejtélyek (CBS) (Epizód: "Remote Control", "Divine Recall") - Amy Brenneman (Janice Licalsi) - New York rendőrei (ABC) (Epizód: "Ölni vagy nem ölni", "Pisztolyhősök") - Jill Eikenberry (Ann Kelsey) - L.A. Law (NBC) (Epizód: "Safe Sex", "Age of Insolence") - Sharon Lawrence (Sylvia Costas) - New York rendőrei (ABC) (Epizód: "Doppingolt detektív", "Keresd a nőt") - Gail O'Grady (Donna Abandando) - New York rendőrei (ABC) (Epizód: "A negyedik x", "Férjek és feleségek")                                                                                                   |
| Legjobb férfi mellékszereplő (minisorozat vagy különkiadás) | Legjobb női mellékszereplő (minisorozat vagy különkiadás) |
| - Michael A. Goorjian (David Goodson) - David anyja (CBS) - Alan Alda (Dr. Robert Gallo) - És a zenekar játszik tovább… (HBO) - Matthew Broderick (John) - A Life in the Theatre (TNT) - Richard Gere (A koreográfus) - És a zenekar játszik tovább… (HBO) - Ian McKellen (Bill Kraus) - És a zenekar játszik tovább… (HBO) | - Cicely Tyson (Castralia) - A kortalan hős (CBS) - Anne Bancroft (Lucy Marsden) - A kortalan hős (CBS) - Swoosie Kurtz as Mrs. Johnstone) - És a zenekar játszik tovább… (HBO) - Lee Purcell (Ann Thielman) - Secret Sins of the Father (NBC) - Lily Tomlin (Dr. Selma Dritz) - És a zenekar játszik tovább… (HBO) |

#### Egyedülálló alakítások
| Legjobb egyedülálló alakítás varieté vagy zenés műsorban |
| --- |
| - Tracey Ullman – Tracey Ullman Takes on New York (HBO) - Whoopi Goldberg – 66. Oscar-gála (ABC) - Phil Hartman – Saturday Night Live (NBC) - Mike Myers – Saturday Night Live (NBC) - Lily Tomlin – Growing Up Funny (Lifetime) |

### Rendezők
| Legjobb rendező (vígjátéksorozat) | Legjobb rendező (drámasorozat) |
| --- | --- |
| - Frasier – A dumagép (NBC) (Epizód: "A jó fiú") – James Burrows - The John Larroquette Show (NBC) (Epizód: "Pilot") – John Whitesell - The Larry Sanders Show (HBO) (Epizód: "Life Behind Larry") – Todd Holland - Megőrülök érted (NBC) (Epizód: "Szerelmeslevelek") – Tom Moore - Megőrülök érted (NBC) (Epizód: "Paul, a halott") – Lee Shallat-Chemel - Seinfeld (NBC) (Epizód: "The Mango") – Tom Cherones | - New York rendőrei (ABC) (Epizód: "Vihar egy pohár vízben") – Daniel Sackheim - Lois és Clark: Superman legújabb kalandjai (ABC) (Epizód: "Bevezető") – Robert Butler - New York rendőrei (ABC) (Epizód: "Pisztolyhősök") – Michael M. Robin - New York rendőrei (ABC) (Epizód: "Pilot") – Gregory Hoblit - New York rendőrei (ABC) (Epizód: "Vallomások") – Charles Haid |
| Legjobb rendező (varietésorozat vagy különkiadás) | Legjobb rendező (minisorozat vagy különkiadás) |
| - 47. Tony-gála (ABC) – Walter C. Miller - 66. Oscar-gála (ABC) – Jeff Margolis - Late Show with David Letterman (CBS) – Hal Gurnee - Saturday Night Live (NBC) – Dave Wilson - The Tonight Show with Jay Leno (NBC) – Ellen Brown - Tracey Ullman Takes on New York (HBO) – Don Scardino | - Fejjel a falnak (HBO) – John Frankenheimer - És a zenekar játszik tovább… (HBO) – Roger Spottiswoode - Gypsy (CBS) – Emile Ardolino - My Breast (CBS) – Betty Thomas - Tánc a fehér kutyával (CBS) – Glenn Jordan |

### Forgatókönyv
| Legjobb forgatókönyv (vígjátéksorozat) | Legjobb forgatókönyv (drámasorozat) |
| --- | --- |
| - Frasier – A dumagép (NBC) (Epizód: "A jó fiú") – David Angell, Peter Casey, David Lee - Frasier – A dumagép (NBC) (Epizód: "Lilith visszatér") – Ken Levine, David Isaacs - The Larry Sanders Show (HBO) (Epizód: "Larry's Agent") – Victor Levin, Garry Shandling, Paul Simms, Maya Forbes, Drake Sather - Seinfeld (NBC) (Epizód: "The Mango") – Lawrence H. Levy, Larry David - Seinfeld (NBC) (Epizód: "The Puffy Shirt") – Larry David | - New York rendőrei (ABC) (Epizód: "Doppingolt detektív") – Ann Biderman - New York rendőrei (ABC) (Epizód: "Ragadozók") – Ted Mann - New York rendőrei (ABC) (Epizód: "Személyi hiba") – David Milch, Burton Armus - New York rendőrei (ABC) (Epizód: "Pilot") – Steven Bochco, David Milch - New York rendőrei (ABC) (Epizód: "Vihar egy pohár vízben") – Gardner Stern |
| Legjobb forgatókönyv (varietésorozat vagy különkiadás) | Legjobb forgatókönyv (minisorozat vagy különkiadás) |
| - Dennis Miller Live (HBO) - The Kids in the Hall (CBS) - Late Show with David Letterman (CBS) - Mystery Science Theater 3000 (Comedy Central) - Tracey Ullman Takes on New York (HBO) | - David anyja (CBS) – Bob Randall - És a zenekar játszik tovább… (HBO) – Arnold Schulman - Az idő múltával (CBS) – Robert W. Lenski - Prime Suspect III (PBS) – Lynda La Plante - San Francisco-i történetek (PBS) – Richard Kramer |

## Fordítás
- Ez a szócikk részben vagy egészben  a(z)   46th Primetime Emmy Awards című angol Wikipédia-szócikk fordításán alapul.  Az eredeti cikk szerkesztőit annak laptörténete sorolja fel. Ez a jelzés csupán a megfogalmazás eredetét és a szerzői jogokat jelzi, nem szolgál a cikkben szereplő információk forrásmegjelöléseként.